# Ignacio Uriarte
Ignacio Uriarte (* 1972 in Krefeld) ist ein spanischer Künstler.

## Leben
Von 1992 bis 1995 studierte Uriarte Betriebswirtschaftslehre an der Europäischen Wirtschaftsakademie Madrid und der Berufsakademie Mannheim. Anschließend arbeitete er für Unternehmen wie Siemens, Canon, Interlub und Agilent Technologies in verschiedenen Positionen und Standorten in Deutschland, Spanien und Mexiko. Parallel hierzu studierte er in den Jahren 1998 bis 2001 audiovisuelle Kunst am Centro de Artes Audiovisuales in Guadalajara, Mexiko. Im November 2003 kündigte er seine letzte Büroarbeit und widmet sich seither „konzeptueller Bürokunst“. Von 2004 bis 2006 war er als Artist in Residence im Hangar Barcelona. Seit 2007 lebt und arbeitet er in Berlin.

## Werk

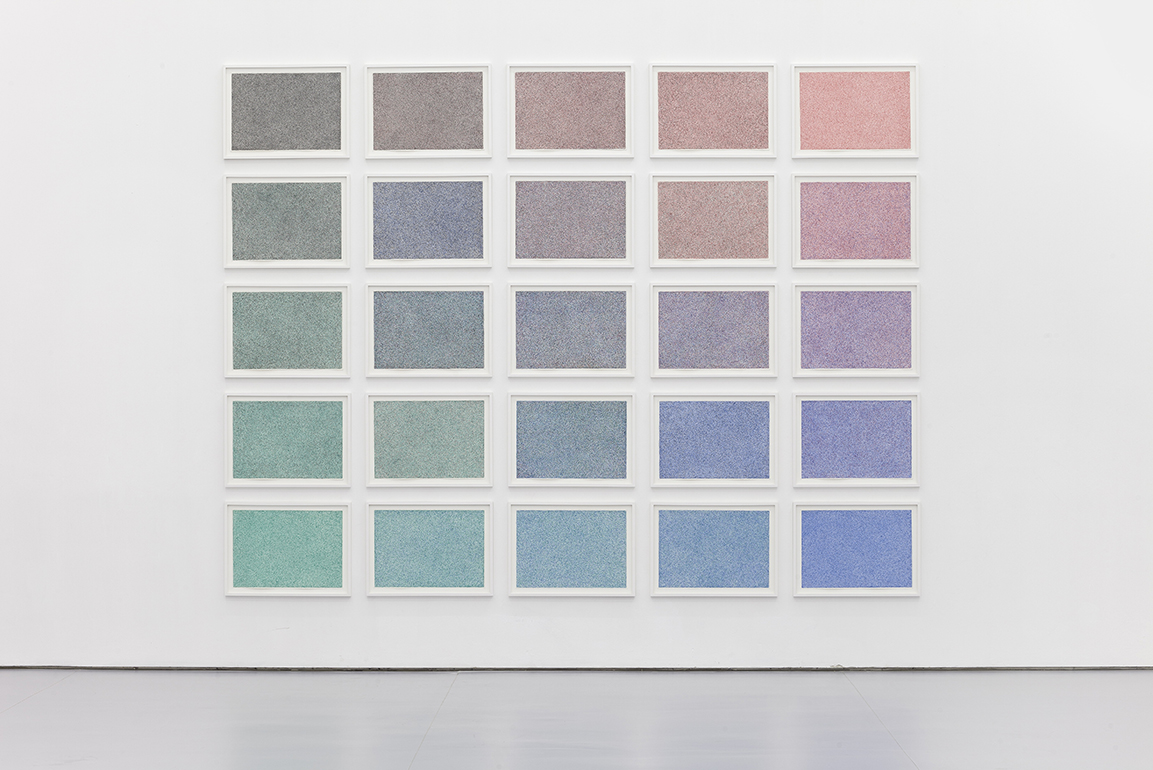
Ignacio Uriarte, Complex scribble matrix, 2014

Ignacio Uriarte ist durch Arbeiten bekannt geworden, für die er Utensilien aus der banalen Welt des Büroalltags benutzt. Durch Wiederholungen von beiläufigen Gesten und durch die Dekontextualisierung der verwendeten Materialien entstehen Werke, die sich formal und inhaltlich auf die Minimal Art  und Konzeptkunst der 1960er und 1970er Jahre beziehen.

## Ausstellungen (Auswahl)

### Einzelausstellungen
- 2019: Verwaltungstakte, Kunstmuseum Reutlingen, Reutlingen
- 2015: Bürozeit, Kunstmuseum Bergisch Gladbach, Bergisch Gladbach
- 2014: Acht Stunden zählen, Berlinische Galerie, Berlin
- 2014: Ignacio Uriarte, i8, Reykjavík, Island
- 2013: Binaries, UMOCA (Utah Museum of Contemporary Art), Salt Lake City, USA
- 2013: Line of Work, The Drawing Center, New York City, USA
- 2012: Arbeitsraum, DAZ (Deutsches Architekturzentrum), Berlin
- 2011: WORKS, Sala Rekalde, Bilbao, Spain / Centre d’Art La Panera, Lleida, Spanien
- 2010: Auf dem Papier, Kunstverein Arnsberg, Arnsberg
- 2008: Tan sencillo como una línea ó un círculo, Laboratorio 987, MUSAC, Leon, Spanien

### Gruppenausstellungen
- 2015: Especies de Espacio, MACBA, Barcelona, Spanien
- 2015: Drawing Now, Albertina Museum, Wien, Österreich
- 2015: The Future of Memory, Kunsthalle Wien, Wien, Österreich
- 2014: Contratiempos, Fundación La Caixa, Barcelona, Spanien
- 2014: Playtime, Lenbachhaus, München
- 2013: Not yet titled. Neu und für immer im Museum Ludwig, Museum Ludwig, Köln
- 2013: System und Sinnlichkeit, Kupferstichkabinett, Berlin
- 2013: Tools of Distorted Creativity, Transmediale, Haus der Kulturen der Welt, Berlin
- 2012: Cantastoria, Utah Museum of Contemporary Art, Salt Lake City, USA
- 2012: Trait papier, un essai sur le dessin contemporain, Musée des beaux-arts, La Chaux-de-Fonds, Schweiz
- 2011: O´Clock – Design del tempo Tempo del Design, Triennale Design Museum, Mailand, Italien
- 2011: Patterns of the mind – Turku Biennial, Aboa Vetus & Ars Nova Museums, Turku Biennial, Turku, Finnland
- 2011: Invocation of the blank page, NICC, Antwerp, Belgium / Spike Island, Bristol, Großbritannien
- 2011: The fold, Proje4L/Elgiz Museum of Contemporary Art, Istanbul, Türkei
- 2010: Courier, University Art Museum, Albany, New York State, USA
- 2010: Drawing Time, FRAC Lorraine, Galeries Poirel, Nancy, Frankreich
- 2009: 28th biennial of graphic arts, Skuc Gallery, Ljubljana, Slowenien
- 2009: Collezione FRAC Piemonte, Cittadellarte – Fondazione Pistoletto, Biella / Centro Culturale Cittadella, Boves / Arca, Chiesi di San Marco, Vercelli, Italien